# 斯拉夫的圣乔治会堂

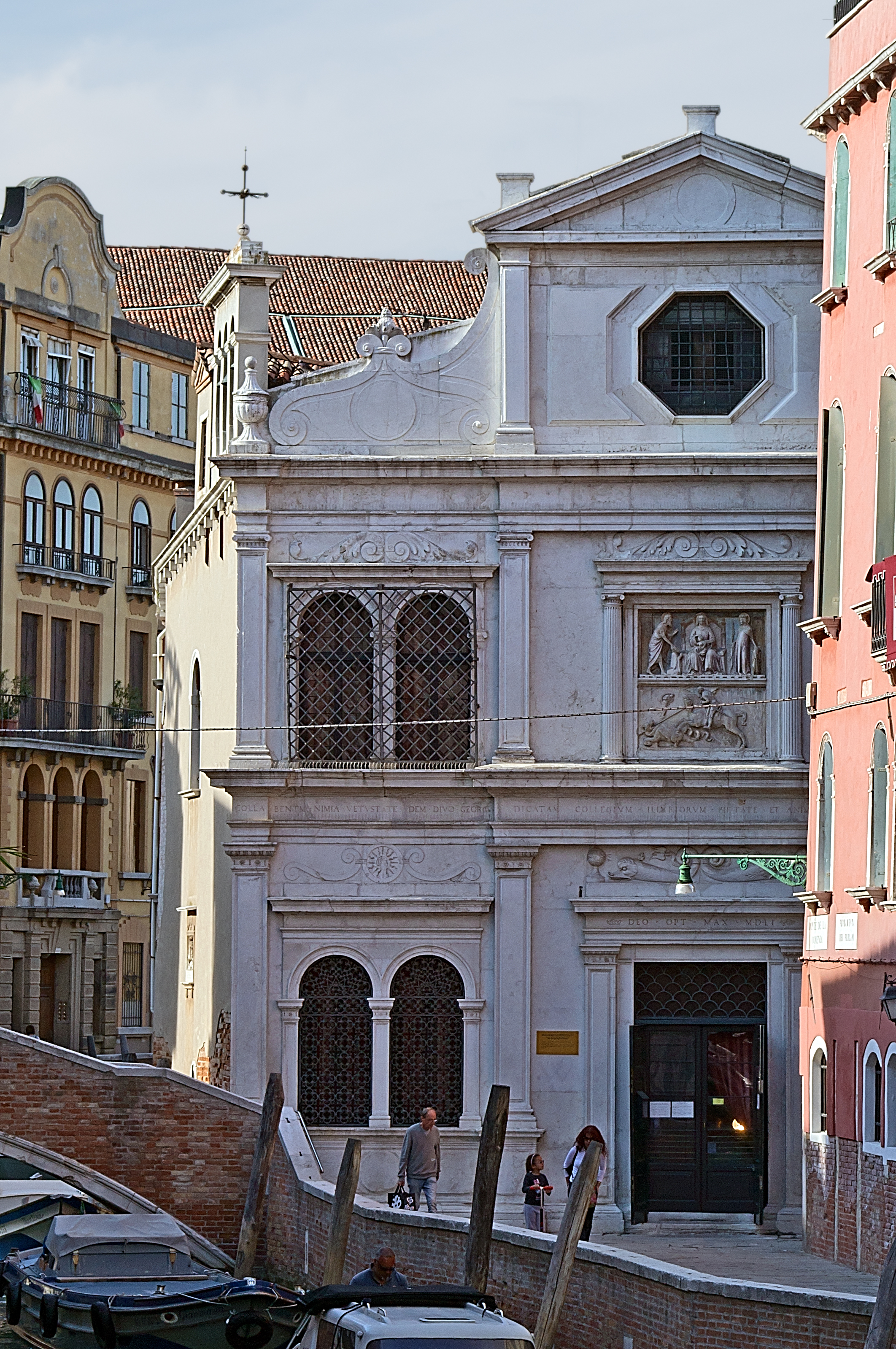
斯拉夫的圣乔治会堂

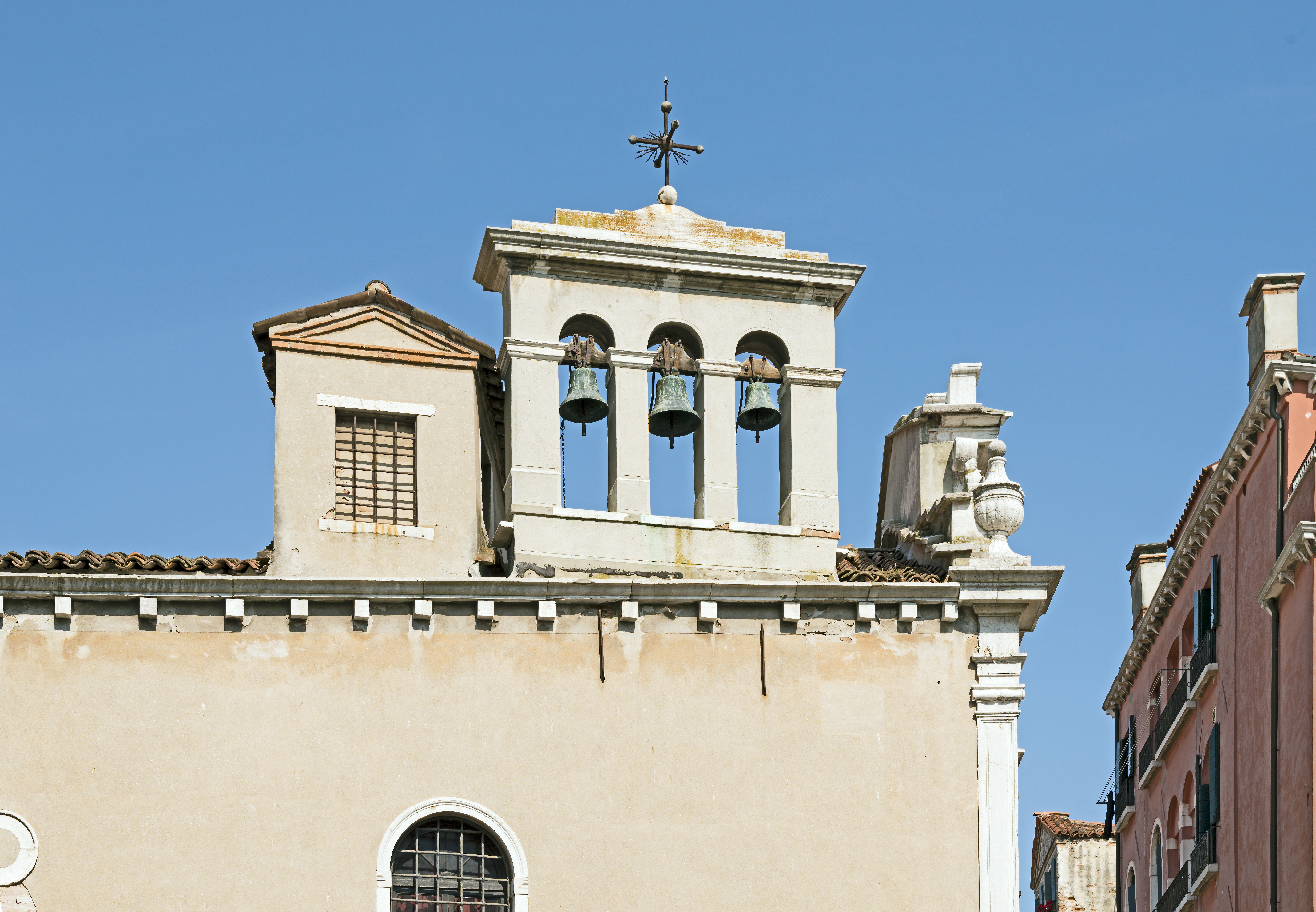
钟楼

斯拉夫的圣乔治会堂（意大利语：Scuola di San Giorgio degli Schiavoni）又名圣乔治达尔马提亚会堂（Scuola Dalmata di San Giorgio e Trifone），是意大利北部威尼斯的一个历史悠久的会堂，成立于1451年，获得十人团的批准。它位于城堡区（Castello）。

## 历史
自中世纪早期起，威尼斯共和国与达尔马提亚有着密切的商业关系，15世纪初，整个地区被威尼斯征服，这种关系变得更加强大。在城市中，达尔马提亚移民被称为“斯拉夫人”或“斯洛文尼亚人”（Schiavoni）。来自科托尔湾的水手组织了一个兄弟会，宗旨是帮助生活在威尼斯的有需要的达尔马提亚人，于1451年获得十人团的批准。他们大多是水手和工人，主保圣人是圣乔治、圣叶理诺和圣特肋弗，1502年又加入了圣玛窦，因为兄弟会得到那个圣人的遗物。在此期间，兄弟会买下该处的原圣加大肋纳医院，改建为会堂，由乔瓦尼·德赞设计，立面灵感来自雅各布·桑索维诺。

1806年，拿破仑一世关闭了威尼斯的大部分会堂，圣乔治会堂是少数未被关闭的会堂之一。

## 描述

### 外观
在入口上方，有一幅浮雕“圣乔治杀龙”（1552年），是Pietro di Salò的作品。再往上，是14世纪中叶的雕塑“宝座上的圣母与圣徒”。

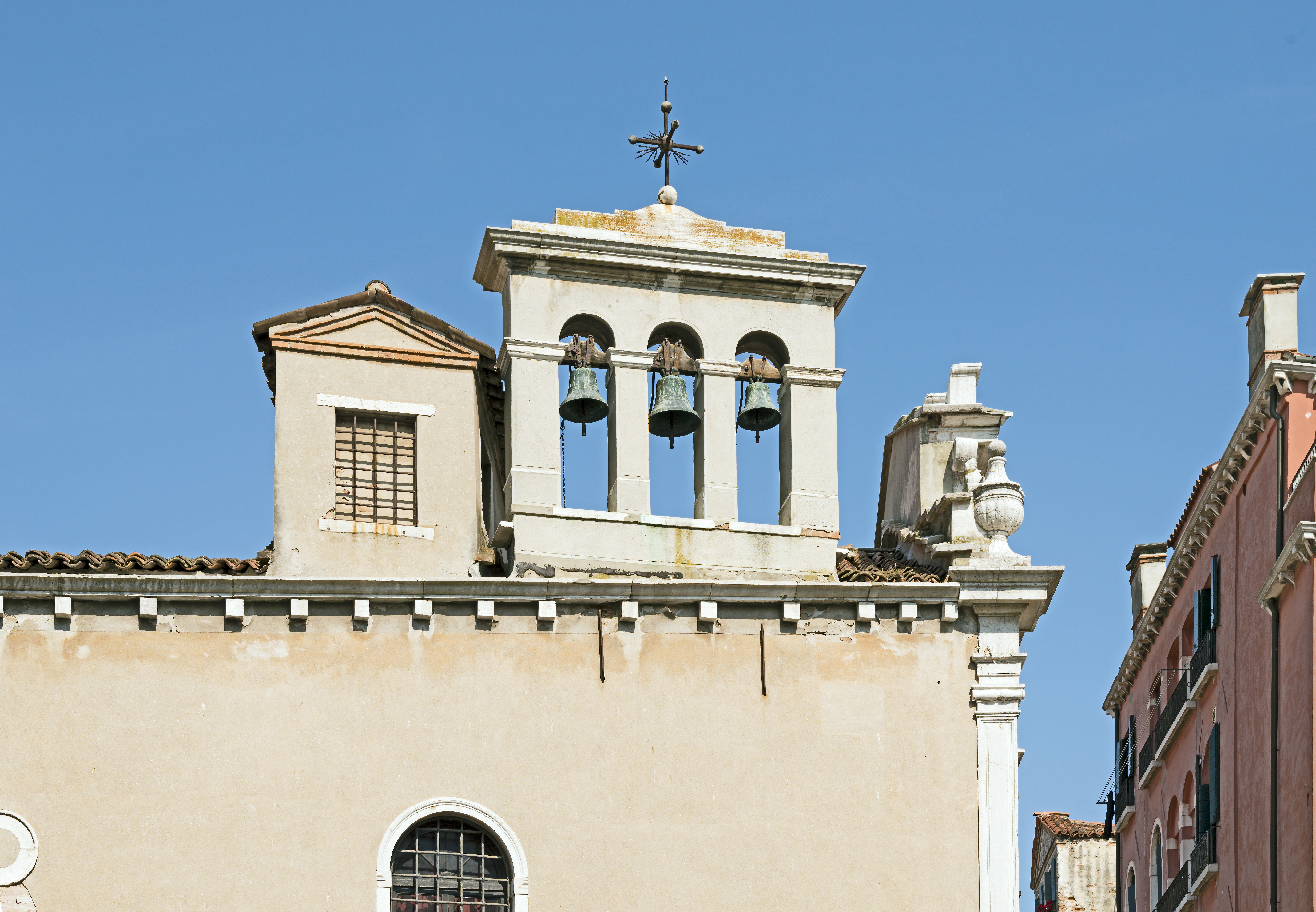
教堂的钟楼
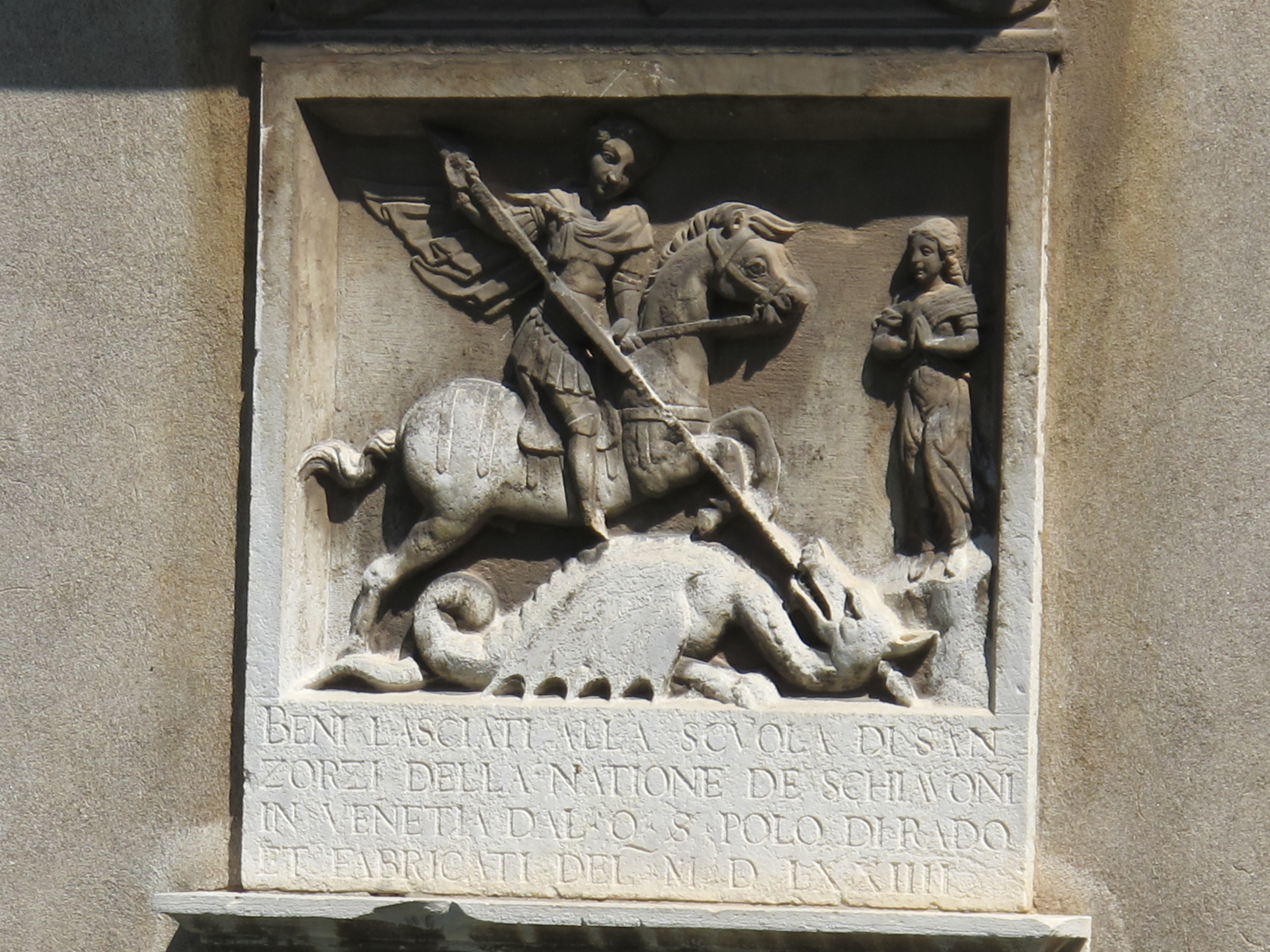
立面的浅浮雕
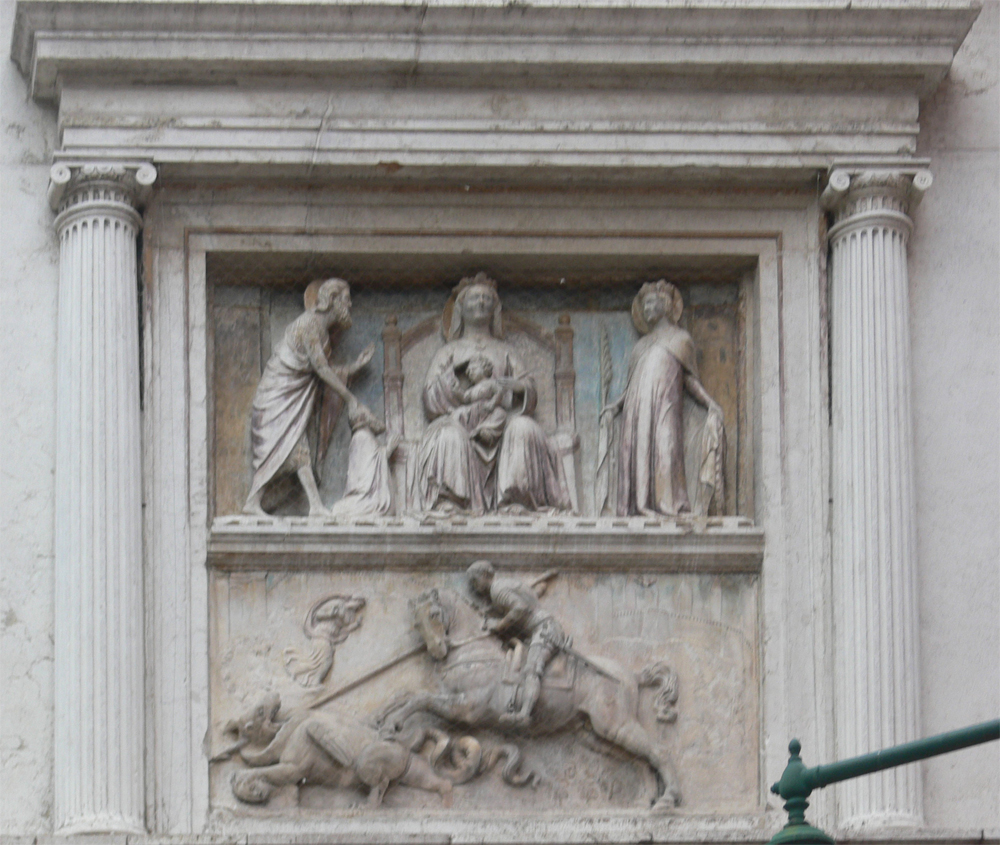

### 内部

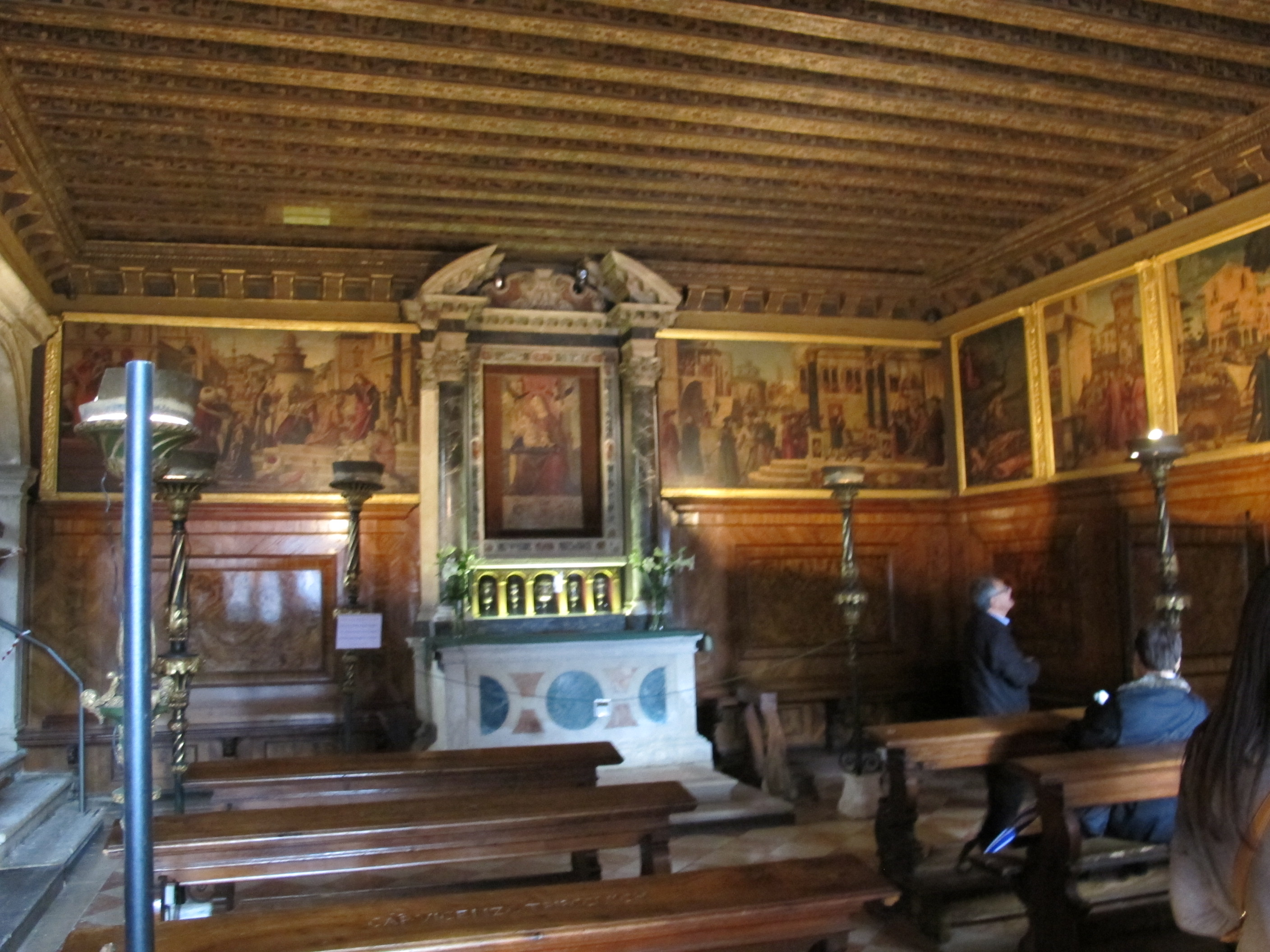
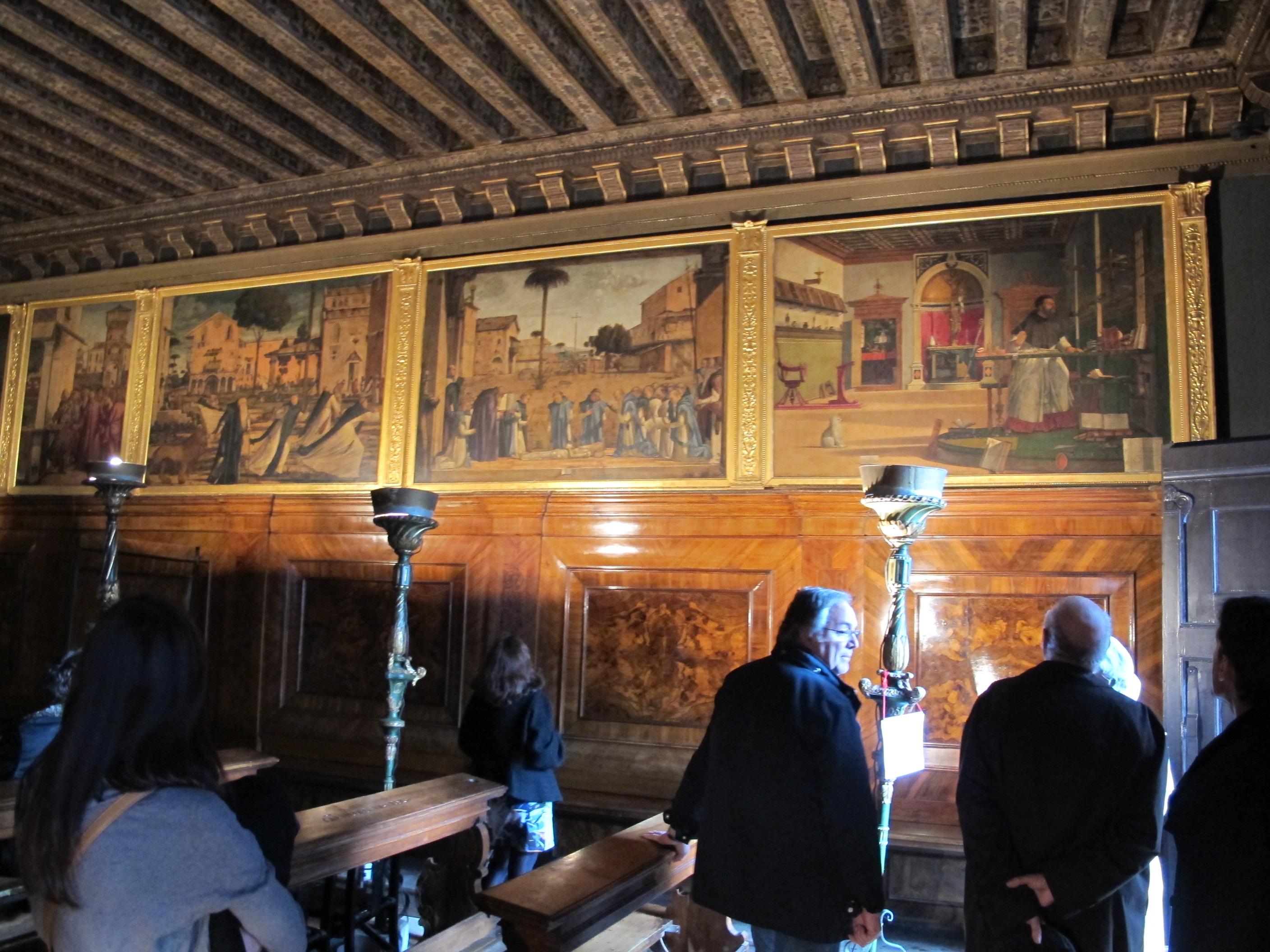

从1502年至1507年，画家维托雷·卡帕齐奥（Vittore Carpaccio）花了五年时间，在底楼大厅的四面墙壁上，画了七幅关于几位主保圣人的系列壁画，现在仍在那里，灵感来自雅各·德·佛拉金的《黄金传说》：
- 《圣奥斯定研经（圣叶理诺在办公室）》
- 《圣叶理诺带受伤的狮子到修道院》
- 《圣叶理诺的葬礼》
- 《圣乔治和龙》
- 《圣乔治的凯旋》
- 《塞伦特人的洗礼》[1]
- 《圣特肋弗的奇迹》

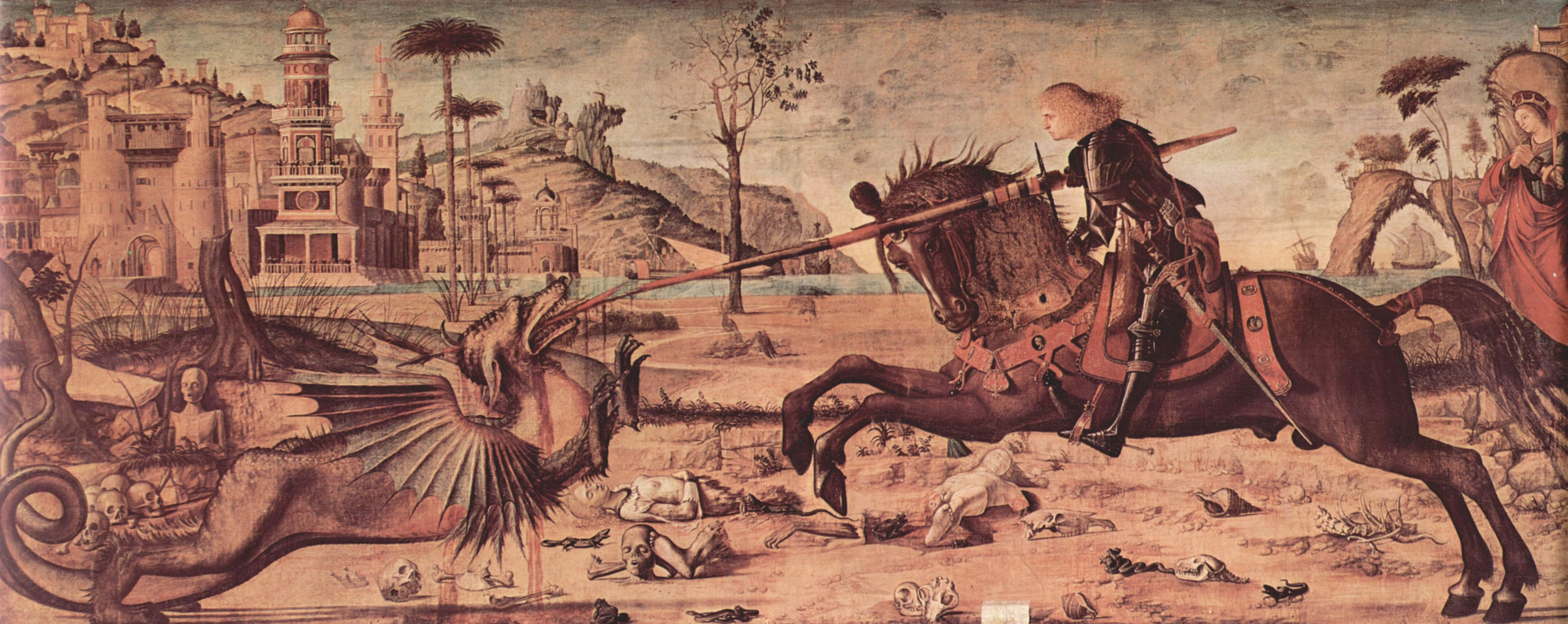
圣乔治和龙
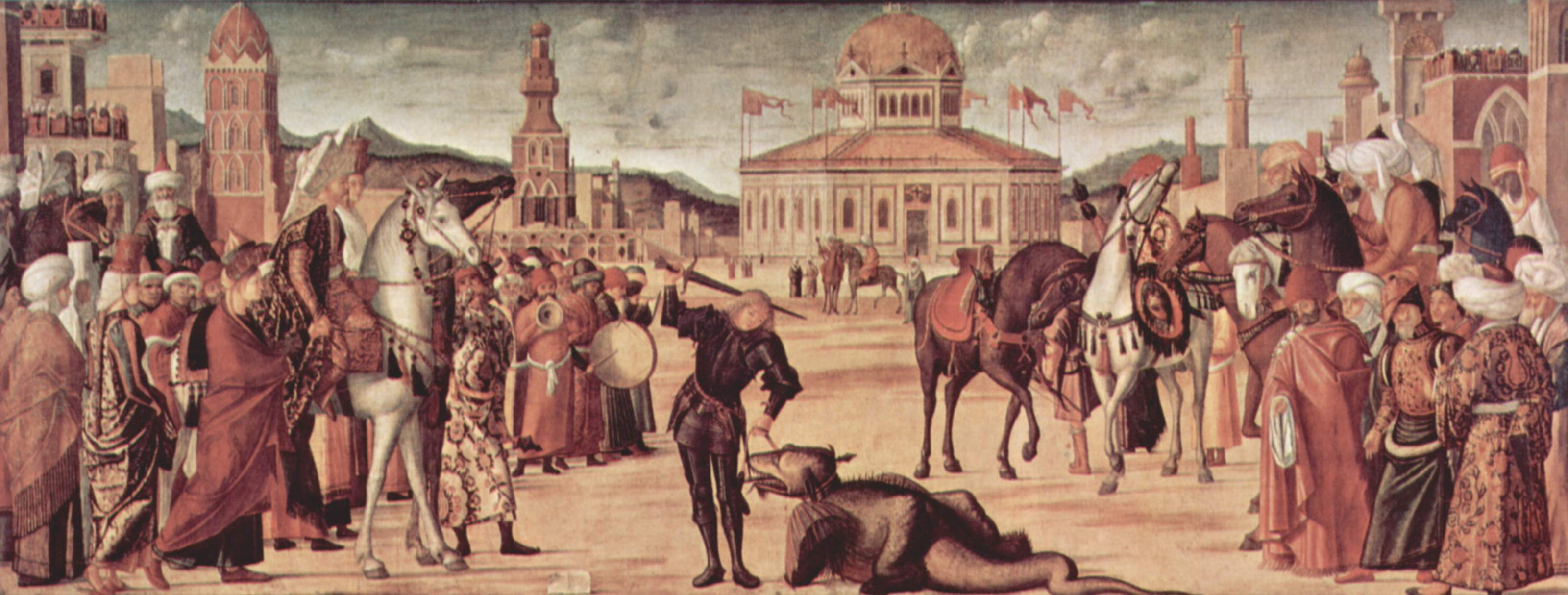
圣乔治的凯旋
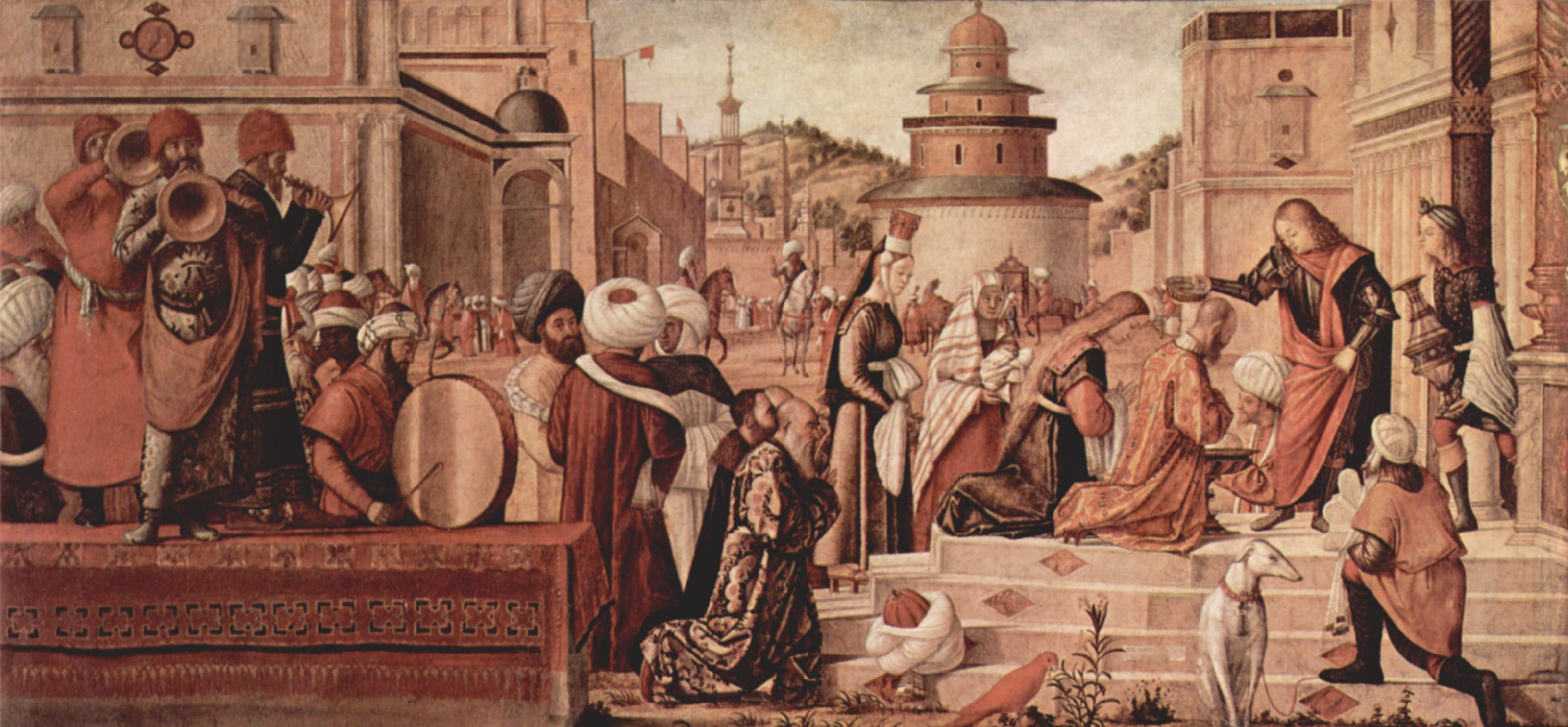
塞伦特人的洗礼
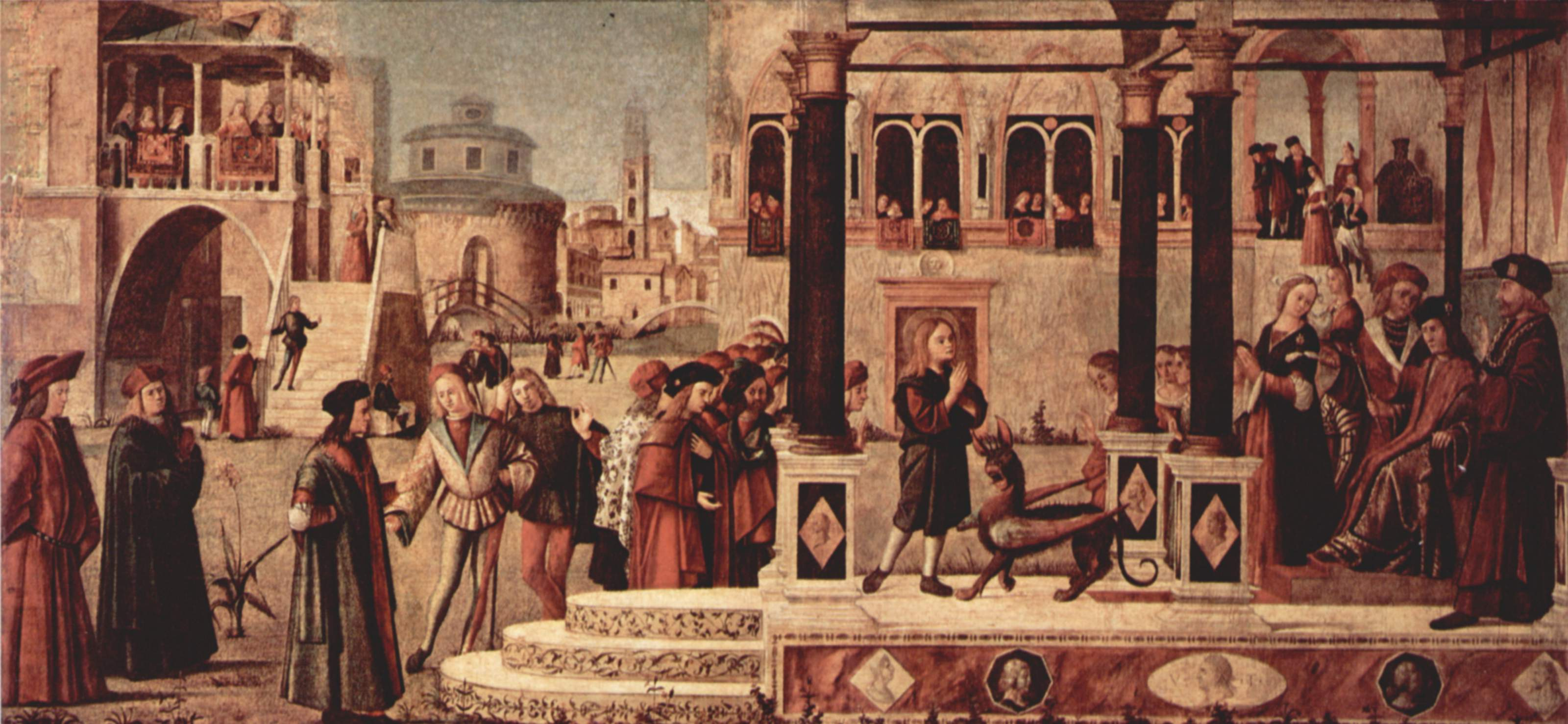
圣特肋弗的奇迹
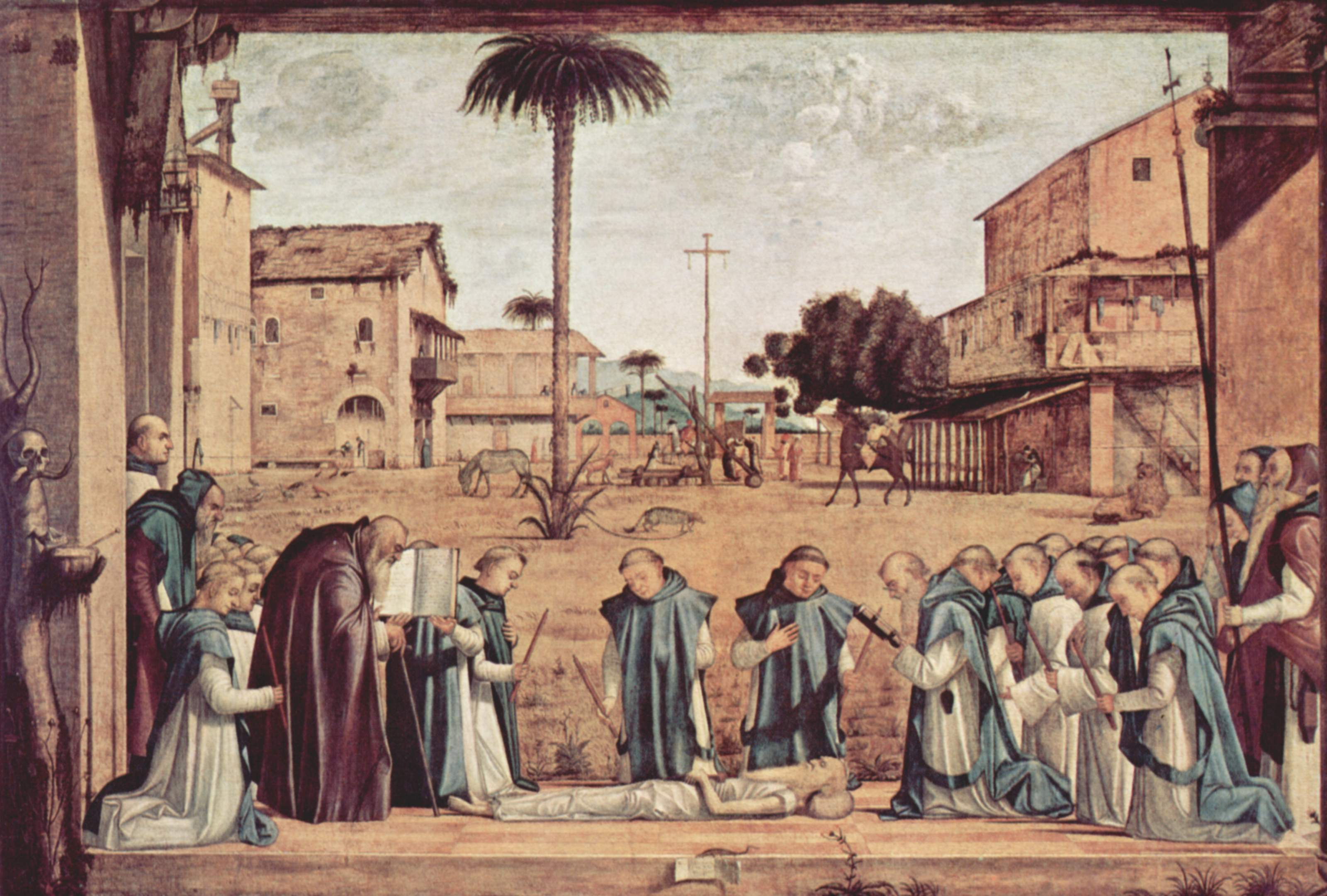
圣叶理诺的葬礼
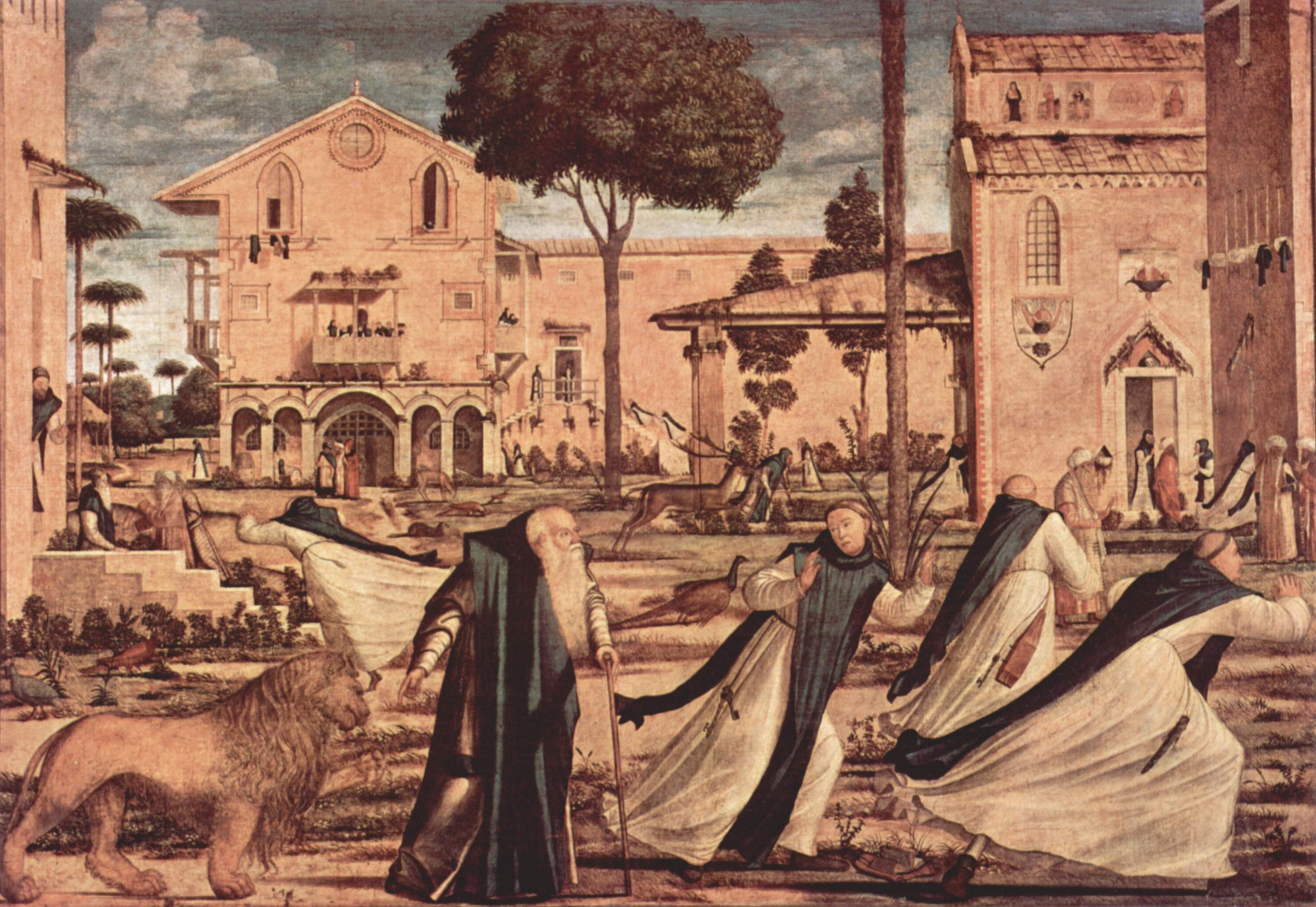
圣叶理诺带受伤的狮子到修道院
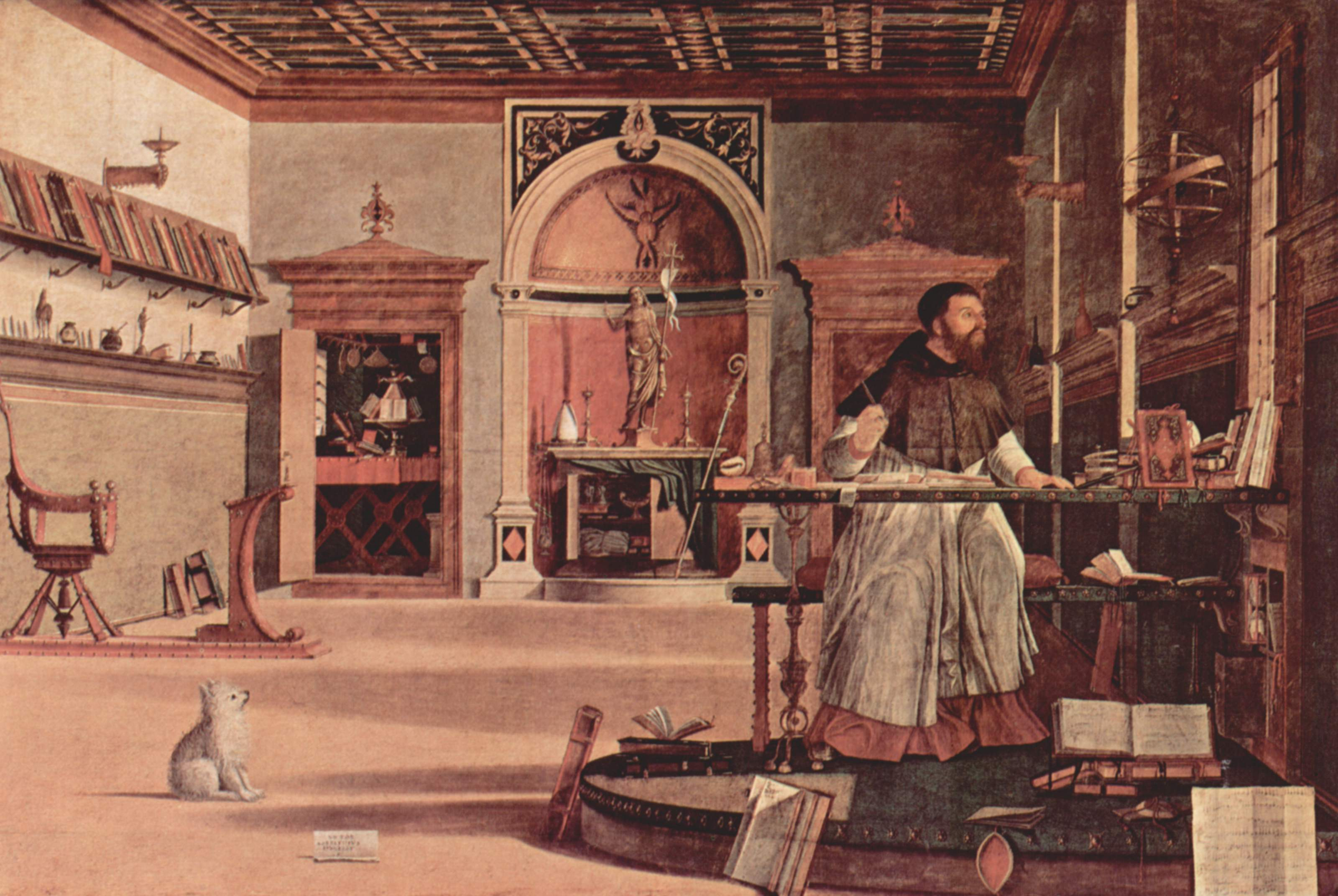
圣奥斯定研经